# Andre Blake
Andre Blake (May Pen, 21 novembre 1990) è un calciatore giamaicano, portiere del Philadelphia Union e della nazionale giamaicana.

## Carriera

### Club
Dopo aver giocato tre stagioni con il Connecticut Huskies, squadra dell'Università del Connecticut, è stato scelto dal Philadelphia Union nel SuperDraft del 2014, diventando così il primo portiere ad essere scelto come prima scelta assoluta ad un SuperDraft.

### Nazionale
Ha esordito con la nazionale giamaicana il 2 marzo 2014 nell'amichevole vinta per 0-2 contro le Barbados.
Viene convocato per la Copa América Centenario negli Stati Uniti.

## Palmarès

### Club

#### Competizioni nazionali
- MLS Supporters' Shield: 1

Philadelphia Union: 2020

### Individuale
- MLS Best XI: 3

2016, 2020, 2022
- Miglior portiere della CONCACAF Gold Cup: 1

2017
- CONCACAF Gold Cup Best XI: 1

2017
- Miglior portiere della MLS: 1

2020